# Medaille für die Feldzüge in Persien

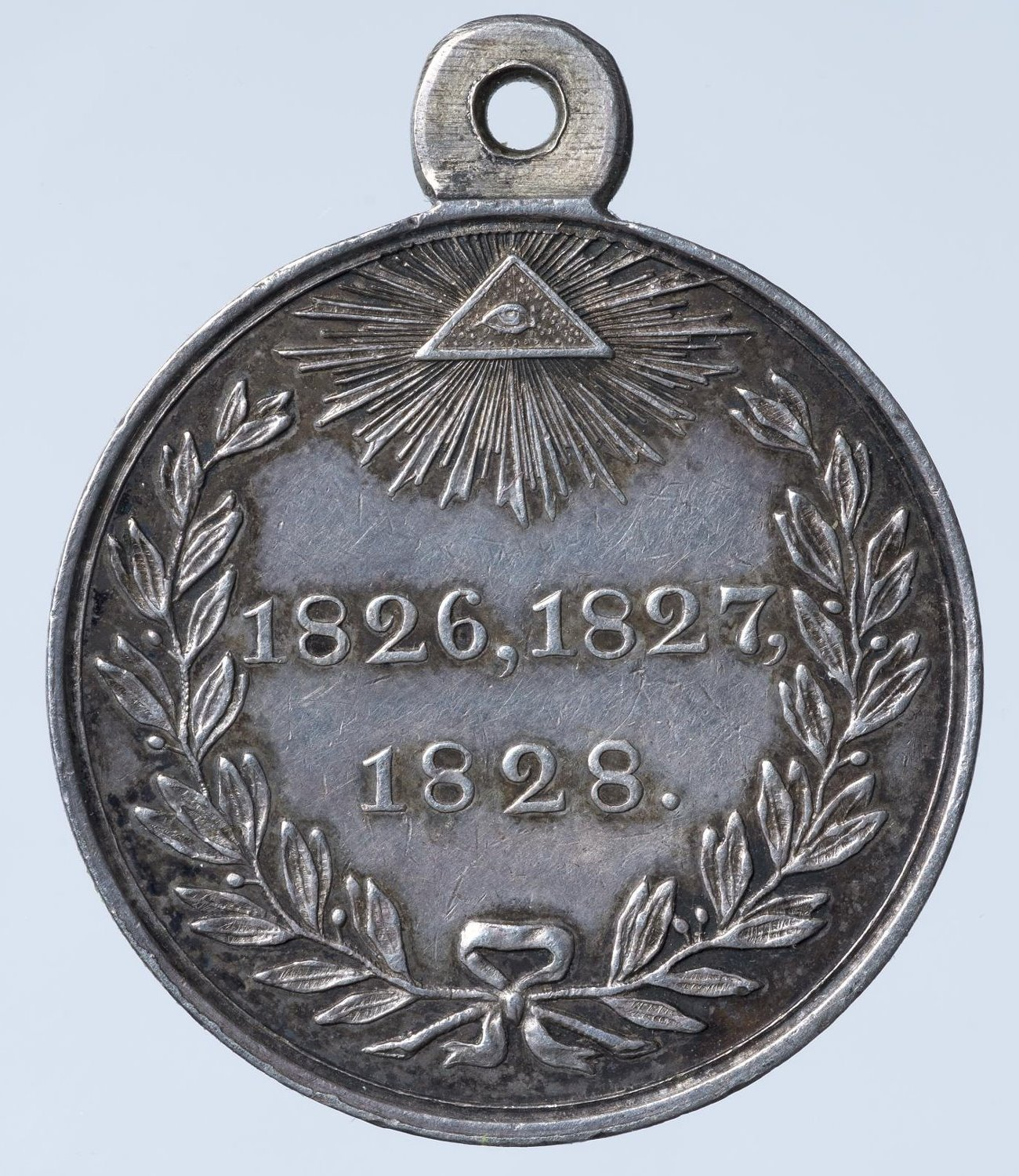
Avers der Medaille

Die Medaille für den persischen Feldzug war eine russische Tapferkeitsmedaille und ehrte die Kämpfer des persischen Feldzuges von 1826 bis 1828. Die Auszeichnung für die Teilnehmer des letzten russisch-persischen Krieges wurde durch Kaiser Nikolaus I. am 15. März 1828 gestiftet.

## Ordensdekoration
Die silberne Ordensdekoration war eine Medaille die auf der einen Seite das Auge Gottes und zwei Lorbeerzweige zeigte. Die Jahreszahlen 1826, 1827 und 1828 waren zwischen den Zweigen angeordnet. Die andere Dekorationsseite hatte die Ordensdevise „Für den persischen Krieg“. Alle Inschriften in kyrillischer Schrift.

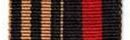
Band

## Ordensband und Trageweise
Die Dekoration wurde am „halb Georgen- und halb Wladimir-Bande“ getragen.